# Agustín Vacas
Agustín Vacas Alonso (Barcelona, España; 18 de noviembre de 1972) es un exjugador, actualmente entrenador de fútbol español. Jugó tanto en defensa como en el centro del campo, como interior y lateral derecho. Actualmente es el director deportivo del club catalán P.B. Anguera.

## Trayectoria

### Como jugador
Formado en la CE Sant Gabriel, equipo de fútbol formativo de San Adrián de Besós, en 1991 se incorporó al FC Martinenc, que por entonces militaba en el grupo catalán de Tercera División. La temporada 1994/95 fichó por el Terrassa FC. En el equipo egarense se destacó como uno de los mejores jugadores de la Segunda División B, lo que llamó la atención del FC Barcelona, que el verano de 1996 lo fichó para reforzar al filial. Vacas permaneció una campaña en el Barcelona B, jugando 22 partidos en liga en Segunda División.
Tras quedar libre, en junio de 1998 firmó por el GD Chaves de la Primera División de Portugal, pero rescindió su contrato pocas semanas después por inadaptación. Tras esta fallida experiencia internacional, regresó al Terrassa FC, con el que jugó tres campañas en Segunda División B. Luego jugó una temporada en el CE L'Hospitalet y otra en el FC Cartagonova, ambos en la categoría de bronce.
La temporada 2002/03 fichó por el CF Badalona, con el que consiguió un ascenso de Tercera División a Segunda B. Antes de finalizar su carrera pasó por otros dos equipos barceloneses de Tercera: el CF Gavà y la AE Prat, donde colgó las botas en 2007.

### Como entrenador
Finalizada su carrera como futbolista, continuó en la AE Prat como director deportivo y coordinador del fútbol base. Fue nombrado entrenador del primer equipo para temporada 2011/12, logrando el mayor éxito de la historia del club, al proclamarse campeón de Tercera División y lograr el ascenso, por vez primera, a Segunda División B. En noviembre de 2013 fue cesado tras el mal arranque de liga protagonizado por el club pota blava.
En 2014, firmó como director deportivo del club catalán P.B. Anguera.
En la temporada 2015-16, firmó como entrenador del FC Martinenc de la Tercera División de España.
En la temporada 2016-17, fue entrenador del Terrassa Fútbol Club de la Tercera División de España.
En la temporada 2020-21, dirige al FC Santboià de la Tercera División de España.

## Clubes

### Como entrenador
| Club                 | País   | Año       |
| -------------------- | ------ | --------- |
| AE Prat              | España | 2011-2013 |
| FC Martinenc         | España | 2015-2016 |
| Terrassa Fútbol Club | España | 2016-2017 |
| FC Santboià          | España | 2020-2021 |

### Campeonatos nacionales
| Título                   | Club        | País   | Año  |
| ------------------------ | ----------- | ------ | ---- |
| Liga de Tercera División | CF Badalona | España | 2003 |
| Liga de Tercera División | CF Badalona | España | 2004 |